# Rhinolophus megaphyllus
Rhinolophus megaphyllus е вид прилеп от семейство Подковоносови (Rhinolophidae). Видът не е застрашен от изчезване.

## Разпространение и местообитание
Разпространен е в Австралия (Виктория, Куинсланд и Нов Южен Уелс), Индонезия (Малки Зондски острови, Малуку и Папуа) и Папуа Нова Гвинея (Бисмарк).
Обитава скалисти райони, гористи местности, пещери, градини, ливади, храсталаци, савани, крайбрежия, плажове и плантации в райони с тропически и умерен климат, при средна месечна температура около 19,7 градуса. Среща се на надморска височина от 26,3 до 1119,8 m.

## Описание
На дължина достигат до 2,5 cm, а теглото им е около 10,2 g.